# Ordini di grandezza (massa)
| Ordine   | Prefisso SI                          | Massa dell'oggetto | Oggetto |
| -------- | ------------------------------------ | --- | --- |
| 10−35 kg |                                      | 7 eV/c² ≈1,2×10−35 kg | limite superiore della massa a riposo di un neutrino elettronico                                                      |
| 10−34 kg |                                      | | |
| 10−33 kg |                                      | | |
| 10−32 kg |                                      | | |
| 10−31 kg |                                      | 510,99906(15) 1 keV/c² = 9,1093897(54)×10−31 kg                                                                               | massa a riposo di un elettrone                                                                                        |
| 10−30 kg |                                      | | |
| 10−29 kg |                                      | | |
| 10−28 kg |                                      | 105,658389(34) MeV/c² = 1,8835327(11)×10−28 kg                                                                                | massa a riposo di un muone                                                                                            |
| 10−27 kg | 1 yoctogrammo (yg)                   | ≈ 1,6605402 yg | 1 unità di massa atomica (amu) o Dalton (Da) = 1/12 massa dell'isotopo 12 del carbonio ≈ massa dell'atomo di idrogeno |
| 10−27 kg | 1 yoctogrammo (yg)                   | 938 MeV/c² = 1,6726231×10−27 kg                                                                                               | massa di un protone                                                                                                   |
| 10−26 kg | 10 yg                                | ≈ 30 yg | massa di una molecola d'acqua                                                                                         |
| 10−26 kg | 10 yg                                | 6,941 amu | massa atomica del litio                                                                                               |
| 10−26 kg | 10 yg                                | 47,867 amu | massa atomica del titanio                                                                                             |
| 10−25 kg | 100 yg                               | 107,8682 amu | massa atomica dell'argento                                                                                            |
| 10−25 kg | 100 yg                               | (259) amu | massa atomica del nobelio (instabile)                                                                                 |
| 10−24 kg | 1 zeptogrammo (zg)                   | 1,6605402 zg | = 1 chilodalton (kDa)                                                                                                 |
| 10−23 kg | 10 zg                                | | |
| 10−22 kg | 100 zg                               | | |
| 10−21 kg | 1 attogrammo (ag)                    | | |
| 10−20 kg | 10 ag                                | 10 ag | massa di un piccolo virus                                                                                             |
| 10−19 kg | 100 ag                               | | |
| 10−18 kg | 1 femtogrammo (fg)                   | | massa di due molecole di penicillina                                                                                  |
| 10−17 kg | 10 fg                                | 1 Joule/c2 ≈ 1,1×10−17 kg | massa equivalente di un joule                                                                                         |
| 10−17 kg | 10 fg                                | 1 Cal/c2 ≈ 4,6×10−17 kg | massa equivalente di una caloria                                                                                      |
| 10−16 kg | 100 fg                               | ~ 6,65×10−16 kg (665 fg) | massa dell'Escherichia coli                                                                                           |
| 10−15 kg | 1 picogrammo (pg)                    | | |
| 10−14 kg | 10 pg                                | | |
| 10−13 kg | 100 pg                               | | |
| 10−12 kg | 1 nanogrammo (ng)                    | 1 ng | massa di una cellula umana                                                                                            |
| 10−11 kg | 10 ng                                | ~ 80 ng | La dose letale (LD50) della tossina botulinica, la più letale sostanza conosciuta, per un uomo di 80 kg.              |
| 10−10 kg | 100 ng                               | | |
| 10−9 kg  | 1 microgrammo (µg)                   | 2 µg | La massa di una cellula uovo umana, incertezza nella massa del chilogrammo campione.                                  |
| 10−8 kg  | 10 µg                                | 2,2×10−8 kg | la massa di Planck |
| 10−8 kg  | 10 µg                                | 4,6×10−8 kg | Incremento nella massa scaldando 1 mg d'acqua di 100 °C                                                               |
| 10−7 kg  | 100 µg                               | 100 µg | dose media di un "colpo" di LSD                                                                                       |
| 10−7 kg  | 100 µg                               | 200 µg | dose letale media della ricina                                                                                        |
| 10−6 kg  | 1 milligrammo (mg)                   | ≈ 0,3 mg–13 mg | massa di un granello di sabbia                                                                                        |
| 10−6 kg  | 1 milligrammo (mg)                   | 1–2 mg | massa tipica di una zanzara                                                                                           |
| 10−5 kg  | 10 mg                                | 10–30 mg | Dose di DXM usata nei prodotti farmaceutici                                                                           |
| 10−5 kg  | 10 mg                                | La caffeina presente nella maggior parte delle bevande non a base di caffè, ricade nella metà inferiore di questo intervallo. | |
| 10−4 kg  | 100 mg                               | | La caffeina in una tazza di caffè ricade in questo intervallo.                                                        |
| 10−4 kg  | 100 mg                               | 0,2 g | 1 carato metrico |
| 10−4 kg  | 100 mg                               | 100–200 mg | quantità massima legale di una pillola di caffeina negli USA                                                          |
| 10−4 kg  | 100 mg                               | 0,3 g | dose media allucinogena della mescalina                                                                               |
| 10−3 kg  | 1 grammo (g)                         | 1 g | circa 1 millilitro d'acqua.                                                                                           |
| 10−3 kg  | 1 grammo (g)                         | ≈2,3 g, ≈8,5 g | 1 Eurocent: 2,3 g, 2 euro: 8,5 g, altre monete comuni sono in questo intervallo                                       |
| 10−2 kg  | 10 g                                 | 10 g | dose letale approssimativa di caffeina per un adulto                                                                  |
| 10−2 kg  | 10 g                                 | 17 g | massa approssimativa di un topolino                                                                                   |
| 10−2 kg  | 10 g                                 | 24 g | quantità di etanolo in un drink                                                                                       |
| 10−2 kg  | 10 g                                 | 28,35 g | 1 oncia |
| 10−1 kg  | 100 g                                | 150 g | massa media del fegato di un umano adulto                                                                             |
| 10−1 kg  | 100 g                                | ≈ 454 g | 1 libbra |
| 1 kg     | 1 kg                                 | 1 kg | approssimativamente 1 litro d'acqua.                                                                                  |
| 1 kg     | 1 kg                                 | 2–6 kg, tipicamente 3 | un neonato |
| 1 kg     | 1 kg                                 | 4 kg | il peso usato nel getto del peso femminile                                                                            |
| 1 kg     | 1 kg                                 | 5–7 kg | un gatto tipico |
| 1 kg     | 1 kg                                 | 5–9 kg | un pizote |
| 1 kg     | 1 kg                                 | 7,3 kg | il peso usato nel getto del peso maschile                                                                             |
| 101 kg   | 10 kg                                | 10–30 kg | un monitor CRT per computer                                                                                           |
| 101 kg   | 10 kg                                | 15–20 kg | un cane di taglia media                                                                                               |
| 101 kg   | 10 kg                                | 70 kg | un essere umano adulto                                                                                                |
| 102 kg   | 100 kg                               | 100 kg | 1 quintale |
| 102 kg   | 100 kg                               | 250 kg | massa approssimativa di un leone                                                                                      |
| 102 kg   | 100 kg                               | 700 kg | massa approssimativa di una mucca da latte                                                                            |
| 103 kg   | 1 tonnellata (t) (1 megagrammo (Mg)) | 1000 kg | approssimativamente 1 metro cubo d'acqua liquida                                                                      |
| 103 kg   | 1 tonnellata (t) (1 megagrammo (Mg)) | 0,8–1,6 t | un'automobile |
| 103 kg   | 1 tonnellata (t) (1 megagrammo (Mg)) | 3–7 t | un elefante adulto |
| 104 kg   | 10 t                                 | 11 t | Il Telescopio Spaziale Hubble                                                                                         |
| 104 kg   | 10 t                                 | 12 t | il più grande elefante conosciuto                                                                                     |
| 104 kg   | 10 t                                 | 14 t | la campana del Big Ben                                                                                                |
| 104 kg   | 10 t                                 | 80–100 t | massa del più grande dinosauro, l'Argentinosauro (stima)                                                              |
| 105 kg   | 100 t                                | 100 t in media | massa dell'animale più grande, la balenottera azzurra                                                                 |
| 105 kg   | 100 t                                | 187 t | La Stazione spaziale internazionale                                                                                   |
| 105 kg   | 100 t                                | 600 t | Antonov An-225 Mriya (l'aereo più pesante del mondo, peso massimo al decollo)                                         |
| 106 kg   | 1000 t (1 gigagrammo (Gg))           | 1,5×106 kg | massa di ogni cancello della Barriera del Tamigi                                                                      |
| 106 kg   | 1000 t (1 gigagrammo (Gg))           | 2,041×106 kg | massa al lancio dello Space Shuttle                                                                                   |
| 107 kg   |                                      | 1,1×107 kg | stima della produzione annua di Tè Darjeeling                                                                         |
| 107 kg   | 2,6×107 kg = 26 000 t = 26 kt        | Il transatlantico Titanic | |
| 107 kg   | 9,97×107 kg                          | il treno più pesante: Australia's BHP Iron Ore, record del 2001                                                               | |
| 108 kg   |                                      | 6,5×108 kg | massa della nave più grande, la Knock Nevis, a pieno carico                                                           |
| 109 kg   | 1 teragrammo (Tg) = 1 Mt             | circa 6×109 kg = 6 Mt | massa della Grande Piramide di Giza                                                                                   |
| 10 kg    |                                      | 6×10 kg = 60 Mt | massa del cemento armato della Diga delle tre gole, la più grande struttura in cemento armato del mondo               |
| 1011 kg  |                                      | almeno 3×1011 kg = 200 Mt | massa totale di tutti gli esseri umani del mondo                                                                      |
| 1011 kg  | 2×1011 kg = 300 Mt                   | Massa dell'acqua contenuta nelle riserve di Londra                                                                            | |
| 1011 kg  | (1-8)×1011 kg                        | Stima della massa totale del krill antartico, Euphausia superba, ritenuto la creatura più popolosa del pianeta                | |
| 1012 kg  | 1 petagrammo (Pg) = 1 Gt             | 3,91×1012 kg = 3,91 Gt | Produzione mondiale di petrolio nel 2001                                                                              |
| 1013 kg  |                                      | | |
| 1014 kg  |                                      | (2-3)×1014 kg | Massa stimata delle rocce esplose nell'eruzione del vulcano del Munte Tambora nel 1815                                |
| 1015 kg  | 1 exagrammo (Eg) = 1 Tt              | | |
| 1016 kg  |                                      | | |
| 1017 kg  |                                      | 1,23×1017 kg = 123 Tt | Massa di un tipico asteroide                                                                                          |
| 1018 kg  | 1 zettagrammo (Zg) = 1 Pt            | 5×1018 kg = 5 Pt | Massa dell'atmosfera terrestre                                                                                        |
| 1019 kg  |                                      | | |
| 1020 kg  |                                      | 8,7×1020 kg = 870 Pt | Massa di Cerere |
| 1021 kg  | 1 yottagrammo (Yg) = 1 Et            | 1,35×1021 kg | Massa totale degli oceani terrestri                                                                                   |
| 1021 kg  | 1 yottagrammo (Yg) = 1 Et            | 1,6×1021 kg = 1,6 Et | Massa di Caronte |
| 1021 kg  | 1 yottagrammo (Yg) = 1 Et            | 2,3×1021 kg | Massa totale della cintura degli asteroidi                                                                            |
| 1022 kg  |                                      | 1,2×1022 kg | Massa di Plutone |
| 1022 kg  | 7,349×1022 kg = 73,49 Et             | Massa della Luna | |
| 1023 kg  |                                      | 1,2×1023 kg | Massa di Titano |
| 1023 kg  | 1,5×1023 kg                          | Massa di Tritone | |
| 1023 kg  | 1,5×1023 kg                          | Massa di Ganimede | |
| 1023 kg  | 3,2×1023 kg                          | Massa di Mercurio | |
| 1023 kg  | 6,4×1023 kg                          | Massa di Marte | |
| 1024 kg  | 1 Zt                                 | 4,9×1024 kg | Massa di Venere |
| 1024 kg  | 1 Zt                                 | 6×1024 kg = 6.0 Zt | Massa della Terra |
| 1025 kg  |                                      | 8,7×1025 kg | Massa di Urano |
| 1026 kg  |                                      | 1026 kg | Massa di Nettuno |
| 1026 kg  | 5,7×1026 kg                          | Massa di Saturno | |
| 1027 kg  | 1 Yt                                 | 1,9×1027 kg | Massa di Giove |
| 1028 kg  |                                      | | |
| 1029 kg  |                                      | 3,38×1029 kg | Massa della stella di Barnard                                                                                         |
| 1030 kg  |                                      | 2×1030 kg | Massa del Sole = 2000 Yt = 1 Massa solare                                                                             |
| 1030 kg  | circa 3×1030 kg                      | Limite di Chandrasekhar | |
| 1030 kg  | 4,68×1030 kg                         | Massa di Sirio = 2,35 masse solari.                                                                                           | |
| 1031 kg  |                                      | 4×1031 kg | Massa di Betelgeuse                                                                                                   |
| 1032 kg  |                                      | | |
| 1033 kg  |                                      | | |
| 1034 kg  |                                      | | |
| 1035 kg  |                                      | | |
| 1036 kg  |                                      | 2×1036 kg | Sagittarius A*, il buco nero supermassiccio al centro della Via Lattea                                                |
| 1037 kg  |                                      | | |
| 1038 kg  |                                      | | Massa tipica di un ammasso globulare                                                                                  |
| 1039 kg  |                                      | | |
| 1040 kg  |                                      | | |
| 1041 kg  |                                      | 3,6×1041 kg | Massa visibile della Via Lattea                                                                                       |
| 1042 kg  |                                      | 2×1042 kg | Massa totale della Via Lattea                                                                                         |
| 1046 kg  |                                      | 2×1046 kg | Massa totale del Superammasso della Vergine                                                                           |
| 1052 kg  |                                      | 2×1052 kg | Massa di un universo a densità critica                                                                                |
| 1052 kg  |                                      | 3×1052 kg | Massa dell'universo osservabile                                                                                       |